# Kōichi Kobayashi
Kōichi Kobayashi (小林　光一, Kobayashi Kōichi), né le 10 septembre 1952 à Asahikawa au Japon, est un joueur de go professionnel. Il est l'un des élèves de Kitani Minoru et a étudié notamment avec Takemiya Masaki, Cho Chikun, Ishida Yoshio et Kato Masao. Il s'est ensuite marié avec la fille de son maître, Kitani Reiko. Leur fille Kobayashi Izumi, épouse de Cho U, est également professionnelle, l'une des plus fortes joueuses de go au Japon.

## Biographie
Kobayashi est l'un des rares joueurs de go à avoir gagné plus de 1200 parties professionnelles. Il a gagné de très nombreux titres, en particulier cinq des sept principaux titres japonais : le Kisei, le Meijin, le Judan, le Tengen et le Gosei. Avec un total de 59 titres, il est le 3e joueur japonais ayant obtenu le plus de titres.
Le 10 septembre 2012, le jour anniversaire de ses 60 ans, Kobayashi reçoit les titres honoraires de Kisei, Meijin et Gosei. Il les a remportés chacun 5 années consécutives au moins dans sa carrière.
Son élève le plus connu est Kono Rin, un jeune joueur japonais qui a déjà obtenu plusieurs titres, dont le Tengen.

## Titres
| Titre                          | Années                      |
| ------------------------------ | --------------------------- |
| Titres nationaux               | 56                          |
| Kisei                          | 1986 - 1993                 |
| Meijin                         | 1985, 1988 - 1994           |
| Judan                          | 1984 - 1986, 1999, 2000     |
| Tengen                         | 1976, 1986, 1998, 1999      |
| Gosei                          | 1988-1993, 1999, 2001, 2002 |
| Coupe Agon                     | 1999                        |
| Shinjin-O                      | 1976, 1977                  |
| Coupe NEC                      | 1995, 1999, 2004            |
| Coupe NHK                      | 1986, 2004                  |
| Ryusei                         | 1997, 2002, 2003            |
| Kakusei                        | 1994, 1997, 2001            |
| Championnat de Hayago (en)     | 1972, 1981, 1986, 1997      |
| Shin-Ei                        | 1972, 1975                  |
| Coupe du Premier Ministre (en) | 1972, 1974                  |
| Titres internationaux          | 3                           |
| Tengen Chine-Japon             | 2000                        |
| Coupe Agon Chine-Japon (en)    | 2000                        |
| Coupe Fujitsu                  | 1997                        |
| Total                          | 59                          |